# リヴィエール夫人の肖像
『リヴィエール夫人の肖像』（リヴィエールふじんのしょうぞう、仏: Portrait de Madame Rivière, 英: Portrait of Madame Rivière）は、フランス新古典主義の巨匠ドミニク・アングルが1805年に制作した肖像画である。油彩。フランス第一帝政の宮廷付き文官フィリベール・リヴィエール・ド・リル（Philibert Rivière de L'Isle）の夫人マリ＝フランソワーズ・リヴィエール（Marie-Françoise Rivière）を描いている。アングル初期を代表する肖像画の1つで、ローマのフランス・アカデミーへ留学する前に制作された。『フィリベール・リヴィエール氏の肖像』（Portrait de Monsieur Philibert Rivière）、『リヴィエール嬢の肖像』（Portrait de Mademoiselle Rivière）とともにリヴィエール家の家族の肖像画を形成している。現在はいずれもパリのルーヴル美術館に所蔵されている。

## 人物
フィリベール・リヴィエール夫人、本名マリ＝フランソワーズ＝ジャケット＝ビビアンヌ・ブロ・ド・ボールガール（Marie-Françoise-Jacquette-Bibiane Blot de Beauregard）はサビーヌ（Sabine）の愛称でも知られていた。彼女は1774年に生まれ、1792年に夫と結婚した。2人の間には娘カロリーヌ（Caroline）と息子ポール（Paul）が生まれたが、カロリーヌはリヴィエール家の肖像画が制作されて間もなく死去した。1848年に死去。

## 作品
アングルは青いベルベットの長椅子に座った当時30歳頃のリヴィエール夫人を描いている。夫人は長椅子の肘掛けに左腕を置いて、身体を預けるように寄りかかり、静かであるが満ち足りた表情を鑑賞者に向けている。白いエンパイアラインを着た夫人はクリーム色のカシミアのショールを肩に掛け、ショールの一方を左肘の下に置き、もう一方で伸ばした右腕全体を覆っている。ショールにはインド風の緻密な花草模様が刺繍されている。夫人が身に着けているようなカシミアのショールは1799年にナポレオンが行ったエジプト遠征の後に輸入されるようになったものであり、当時のフランスでは非常に珍重されていた。本作品は夫人のショールにちなんで『ショールの女』（La Femme au Châle, The Woman with the Shawl）と呼ばれることもある。夫人の黒い髪はカールし、後頭部を覆う白いヴェールは頭から肘掛け椅子の背もたれに落ちている。またネックレス、イヤリング、ブレスレット、指輪といった多くの宝飾品を身に着けている。画面右下には長椅子の木枠に描かれた唐草模様が垣間見える。アングルのパレットは、白、ベージュ、肌色、身体の暖かさを凝固させるかのような冷たい青で構成され、これ以上ないほど繊細かつ官能的である。その線とパターンは精緻かつ抽象的であり、その写実性は写真といってもよいほどの離れ業で描かれ、画面は筆の痕跡すらうかがえないほど滑らかに仕上げられている。その一方で画面は驚くほど平面的で奥行きというものを感じさせない。
アングルはこの肖像画で無限ともいえる線を創造している。絵画の主要なリズムとなっているのは、夫人の官能的な姿態や、ショールの上向きの弧である。これらは揺れ動く複雑な流れとその中に尽きることのない動きを画面全体に生み出している。夫人の静かな表情は周囲のこうした絶え間ない動きを一瞬忘れさせるが、それは夫人の黒い巻毛によって活気づけられる。そのうねりは画面右下の長椅子の木枠に描かれた唐草模様、続いてショールの平坦で様式的な草花模様へと移っていく。同様にショールの勢いのある流れは小刻みに揺れる総飾りや白いドレスやヴェールの繊細な動きの中に伝わっている。夫人の手もこの流れに加わっており、さらに夫人が身に着けた宝飾品によって繰り返される楕円形は優雅な画面にまで発展している。
驚くべきことにこの揺れ動く活気は、一方で静かであり、凝固しているように見え、美術史家ロバート・ローゼンブラムに言わせれば「まるでガラスの下の蝶のように見える」。その原因についてはいくつかの指摘がある。ほとんど陰影のない光線が画面の平坦で冷たい印象を強めていること、ドレスやショールのひだや折り目あるいはカシミアやサテンの生地の質感が初期フランドル派のごときプリミティブな写実主義によって見事に再現されていること、加えて輪郭線があまりに明快であるため、変化し脇道にそれることを許さないなどが挙げられている。
アングルの近代性を示す好例として、アングルの絵画に典型的な解剖学的正確さからの逸脱は本作品でも指摘されている。右手は異常なほど引き伸ばされ、曲がった指はまるで骨がないかのようである。

## 評価
3点の肖像画は翌1806年に批判を受けた『玉座のナポレオン』（Napoléon Ier sur le trône impérial）とともにサロンで展示された。批評家たちは他のアングルの作品と同様に本作品についても困惑した。批評家たちの目にはこの作品はあまりにも平坦で白く、素朴であり、特に空間の中に人物像を配置するための光の表現技術が無視されているように感じた。さらに引き伸ばされた右手の解剖学的な不正確さを不満に感じた。しかし後にこれらのアングルのこだわりは抽象を志向するものとして理解されるようになる。フランスの作家であり画家でもあったロジェ・ビシェールは、1921年1月の文学や視覚芸術の雑誌『エスプリ・ヌーヴォ』（L'Esprit Nouveau）の387ページから409ページにおいて、『リヴィエール夫人の肖像』は伝統的な遠近法的構図を無視し、絵画の平坦さを確認しようとした点でポール・セザンヌやパブロ・ピカソの前形態であると述べている。

## 来歴
1870年に義理の娘であるポール・リヴィエール夫人ソフィー・ロビヤール（Madame Paul Rivière, née Sophie Robillard）によってルーヴル美術館に遺贈された。

## ギャラリー
リヴィエール家の肖像と額縁

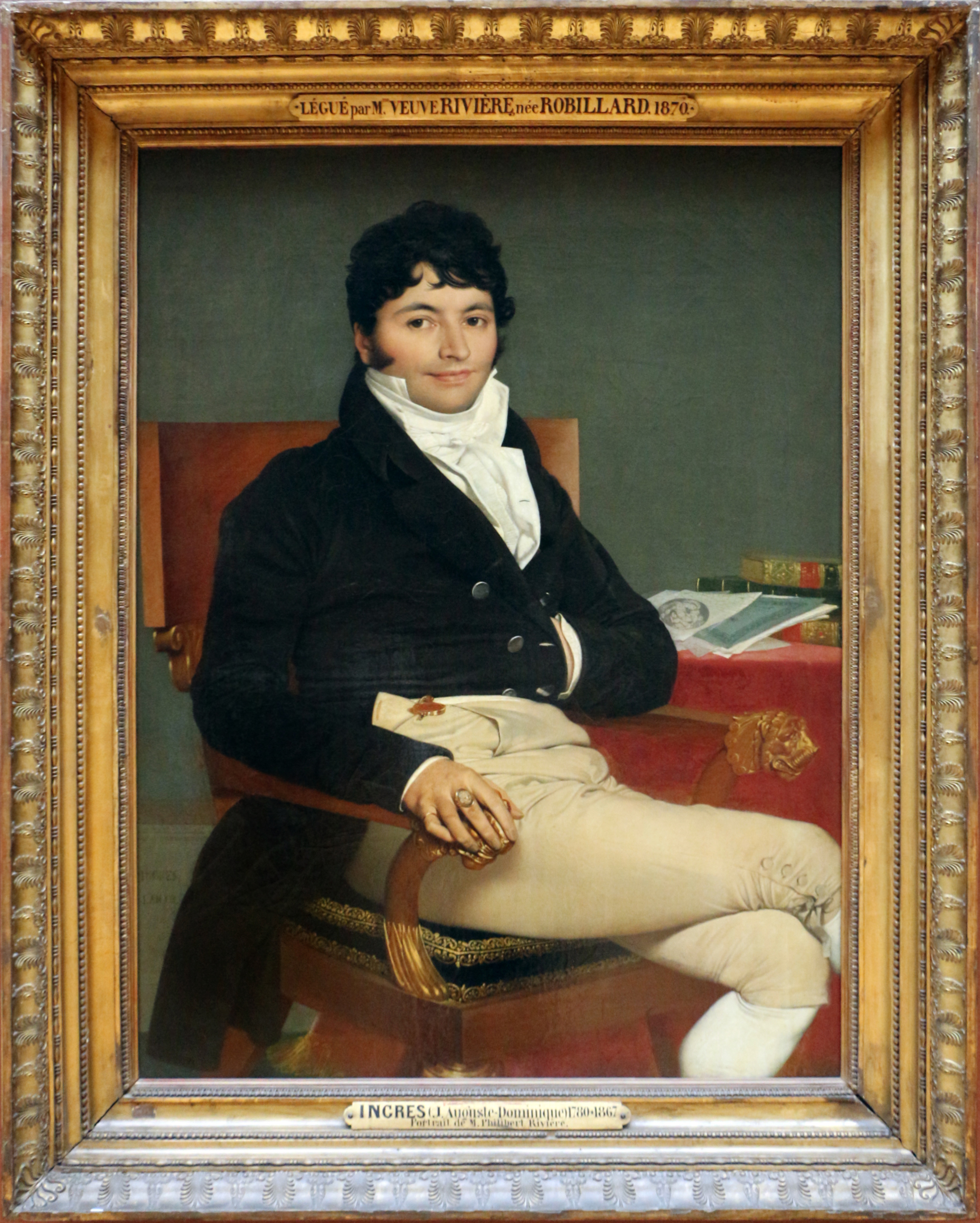
『フィリベール・リヴィエール氏の肖像』
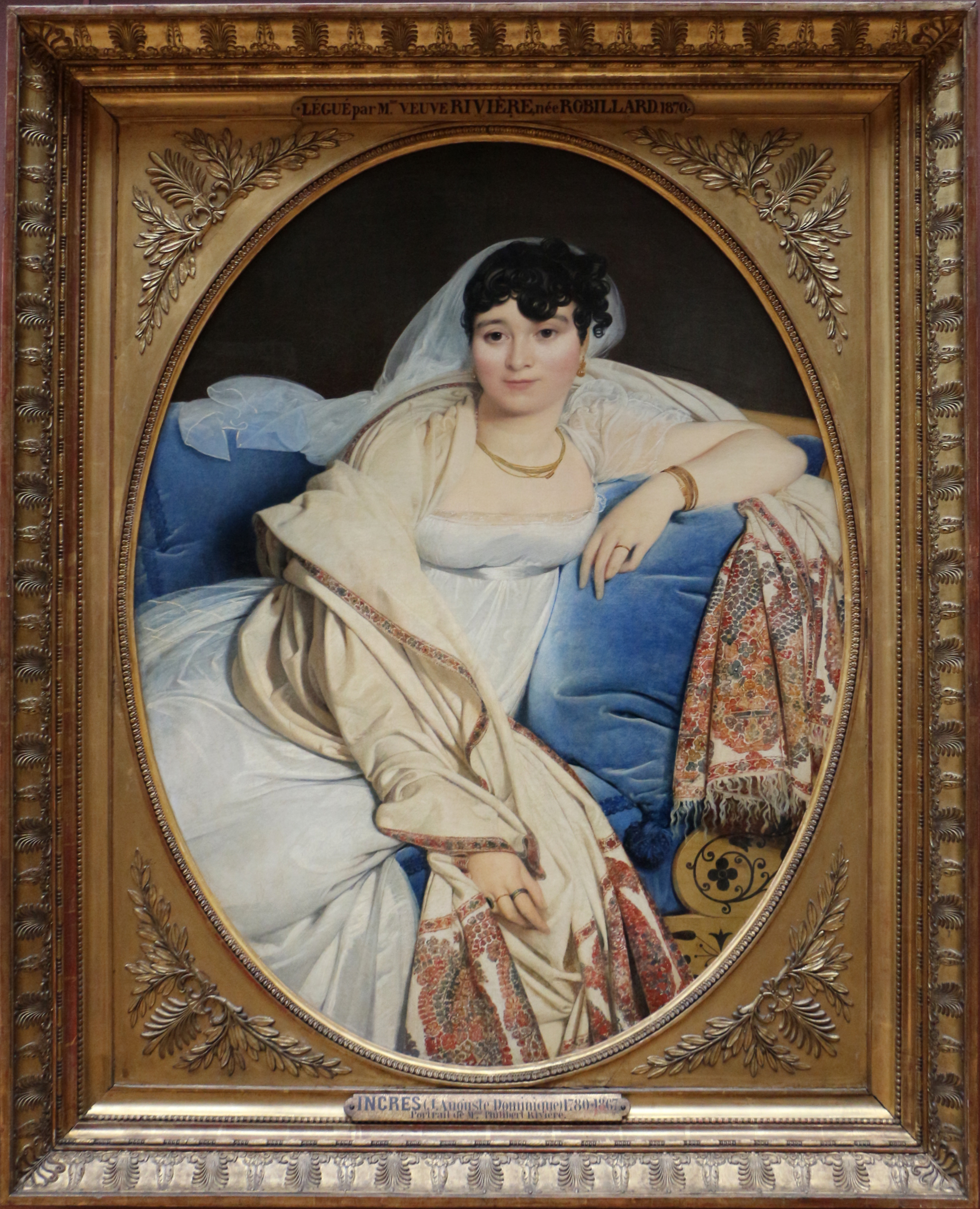
『リヴィエール夫人の肖像』
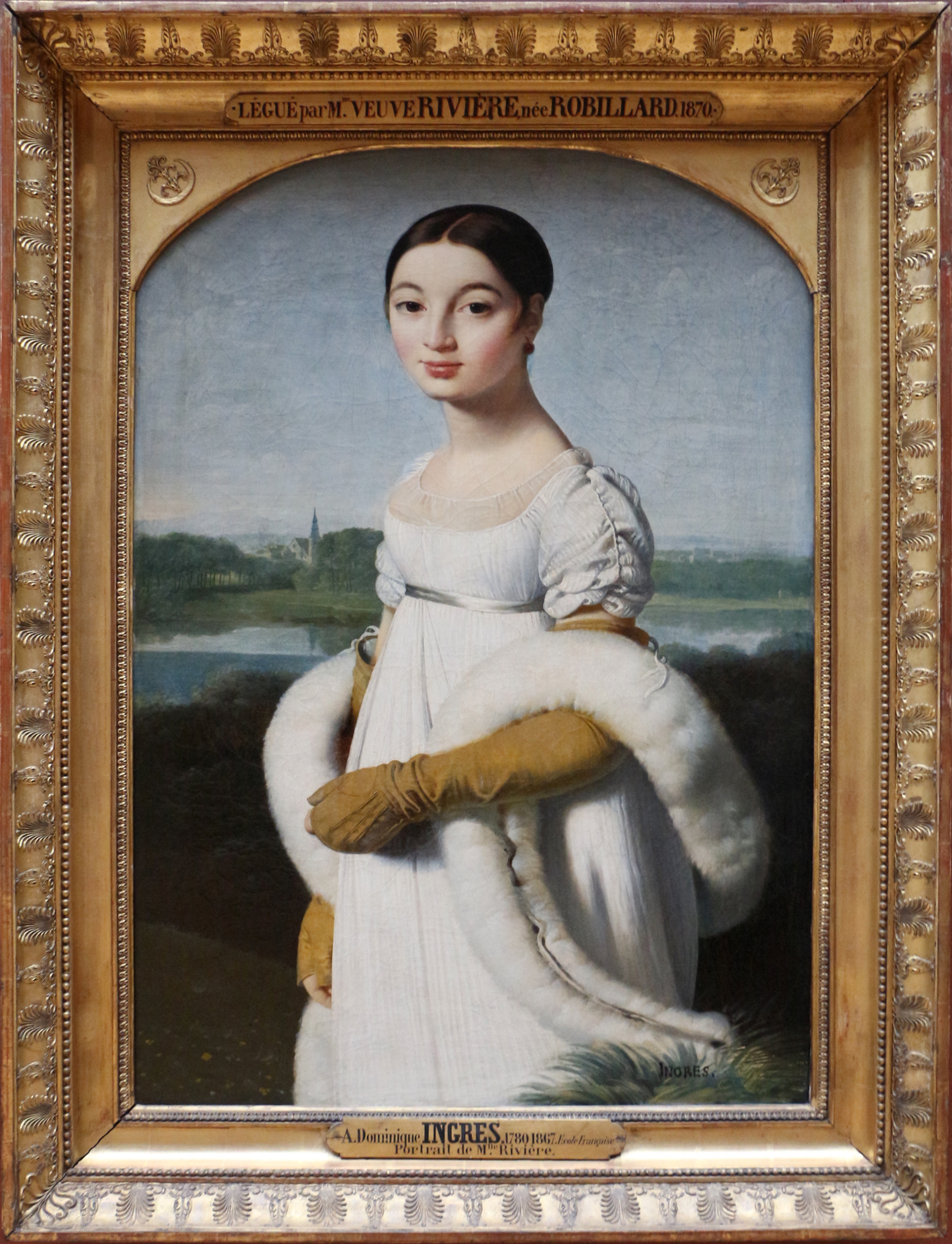
『リヴィエール嬢の肖像』

同時期の解剖学的正確さから逸脱したアングルの作例

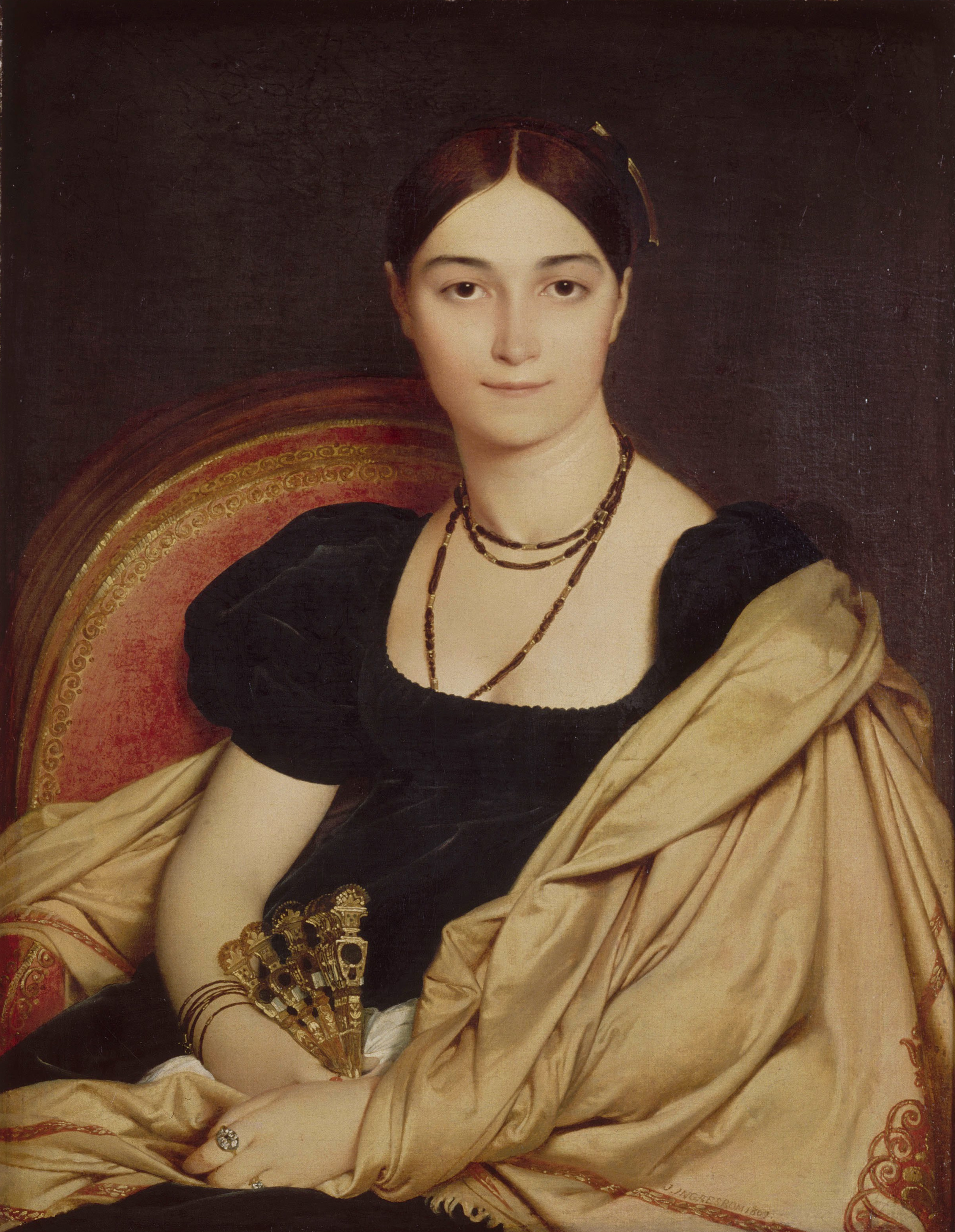
『ドヴォーセ夫人の肖像』1807年 コンデ美術館所蔵
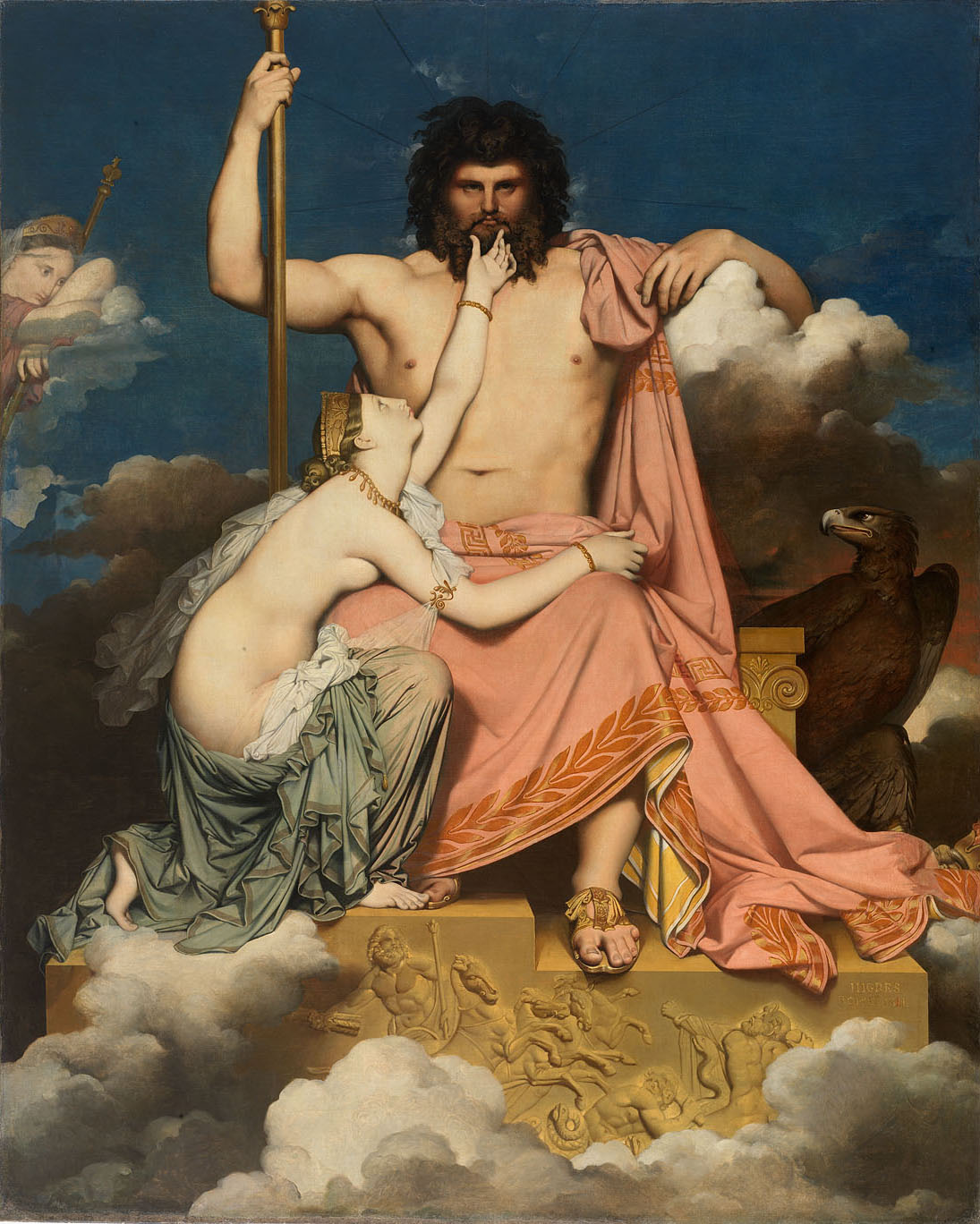
『ユピテルとテティス』1811年 グラネ美術館所蔵